# Liardfloden
Liardfloden (engelska: Liard River) är en flod Northwest Territories, British Columbia och Yukon i Kanada. Den rinner från Mount Lewis i Yukon mot sydöst in i British Columbia. Där svänger den mot nordöst och rinner in i Northwest Territories och till mynningen i Mackenziefloden vid Fort Simpson. Floden är 1 115 kilometer lång och avrinningsområdet är 227 100 kvadratkilometer. Floden har fått sitt namn efter det franska namnet liard på trädet virginiapoppel (Populus deltoides) som växer vid floden.
I British Columbia rinner floden genom provinsparkerna Liard River Corridor Park, Liard River Hot Springs Park och Scatter River Old Growth Park.